# Max van der Stoel
Maximilianus van der Stoel, detto Max van der Stoel (Voorschoten, 3 agosto 1924 – L'Aia, 23 aprile 2011), è stato un politico olandese, ministro degli affari esteri dei Paesi Bassi dal 1973 al 1977 e dal 1981 al 1982.

## Formazione
Van der Stoel si è laureato all'Università di Leida (1947, 1953). Negli anni 1953-1958 ha lavorato presso Wiardi Beckman Stichting - un think tank del Partito Laburista Olandese. Negli anni 1963-1965 è stato segretario del Partito internazionale del lavoro, e poi si sedette in entrambe le camere del parlamento olandese, nella Eerste Kamer negli anni 1960-1963 e la Tweede Kamer negli anni 1963-1965, 1967-1973, 1977 e 1978-1981.

## Carriera politica

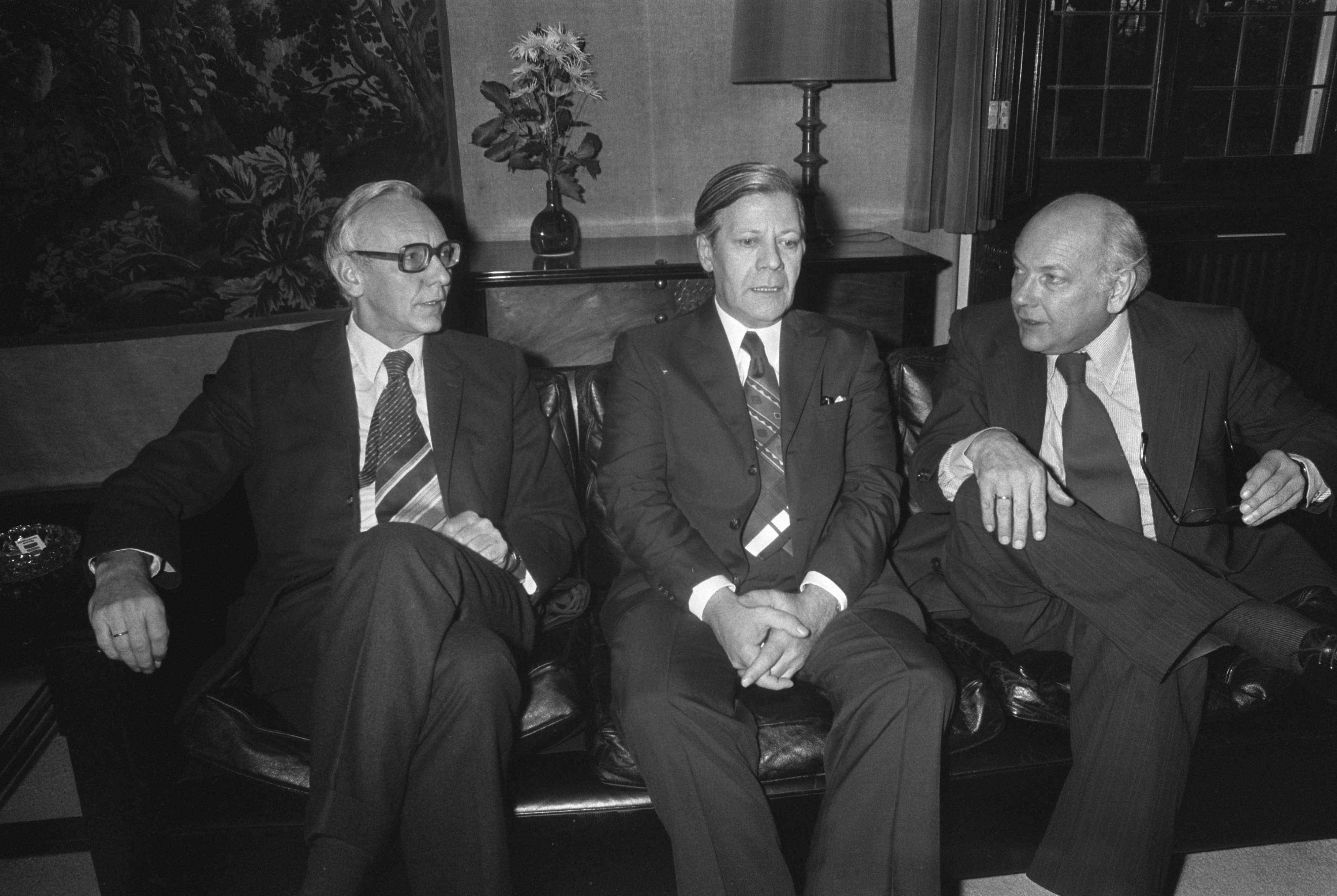
Max van der Stoel, Helmut Schmidt e Joop den Uyl alla Catshuis, 2 novembre 1974.

Negli anni 1971-1973 è stato deputato al Parlamento europeo. Per due volte è stato membro dell'Assemblea parlamentare della NATO - negli anni 1968-1973 e 1978-1981. Membro dell'Assemblea consultiva del Consiglio d'Europa e dell'Assemblea dell'Unione dell'Europa occidentale negli anni 1967-1972. Negli anni 1968-1970 è stato relatore del Consiglio consultivo del Consiglio d'Europa per la Grecia, rivelando nella sua relazione in quattro parti l'uso della tortura da parte del regime militare. Dopo la caduta della dittatura dei colonnelli, ricevette l'Ordine della Fenice e nel 1977 l'Università di Atene gli conferì il titolo di dottore honoris causa.
Van der Stoel era un impegnato antinazista e anticomunista, sosteneva i dissidenti nell'URSS e nei paesi vicini. Ha criticato la violazione dei diritti umani in Unione Sovietica e in Polonia. Come uno dei primi politici occidentali, ha contattato attivisti per i diritti umani cecoslovacchi su iniziativa di Charta 77 e ha incontrato Jan Patočka.
Van der Stoel è stato due volte ministro degli affari esteri dei Paesi Bassi - negli anni 1973-1977 e 1981-1982. Fu uno degli iniziatori della dichiarazione di Helsinki del 1975.
Negli anni 1983-1986 è stato rappresentante permanente dei Paesi Bassi presso l'ONU. Ha contribuito all'introduzione di un embargo volontario di armi sulle importazioni di armi dal Sudafrica nel 1984.
Nel 1991 è stato nominato segretario onorario di stato - un consigliere a cui sia il primo ministro che la regina possono rivolgersi al Consiglio.
Negli anni 1992-1999 è stato relatore speciale della Commissione per i diritti umani delle Nazioni Unite per l'Iraq. Nelle sue relazioni, ha descritto le violazioni dei diritti umani, i rapporti su torture ed esecuzioni, la mancanza della libertà di parola e di assemblea, la persecuzione di minoranze etniche e religiose.
Nel dicembre 1992 è diventato il primo Alto commissario dell'OSCE per le minoranze nazionali e il suo mandato è stato prorogato due volte. In qualità di Alto Commissario, Van der Stoel è stato coinvolto nella prevenzione ei conflitti attraverso l'integrazione delle minoranze nazionali, preservando la loro identità, lingua e cultura e attraverso l'istruzione. Ha affrontato, tra gli altri la situazione della minoranza nazionale russa in Estonia e Lettonia.
Ha consigliato l'Alto rappresentante dell'Unione per gli affari esteri e la politica di sicurezza Javier Solana in materia sulla Macedonia. Ha contribuito alla creazione dell'università dell'Europa sud-orientale nel Tetovo macedone.
Max van der Stoel è morto nel 2011 all'età di 86 anni.

## Curiosità

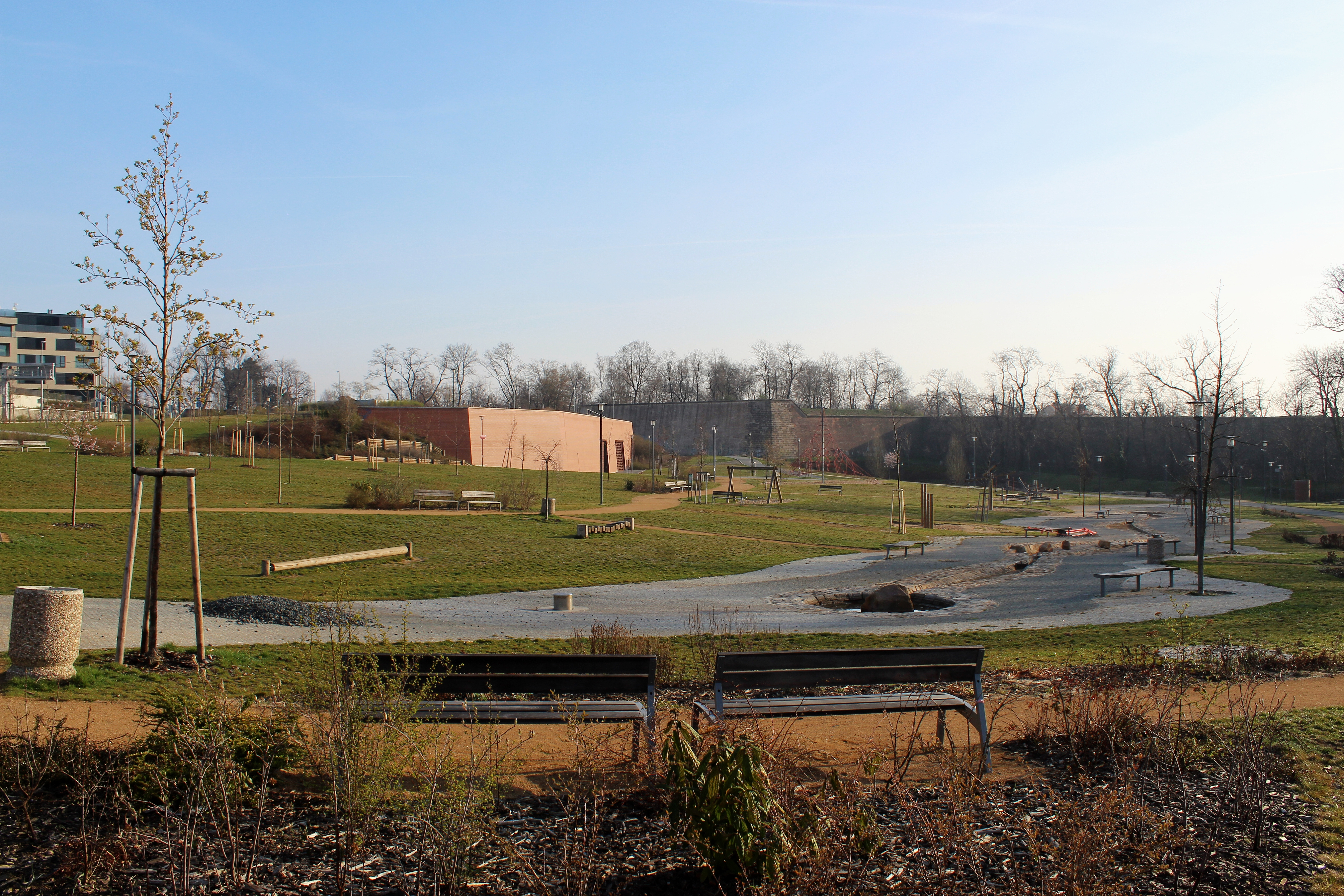
Il Parco Max van der Stoel a Praga.

Nel 2014, un parco a Praga prende il nome da Van der Stoel. Tre anni dopo ha ricevuto sempre lì una statua.